# Національний парк Коннемара
Національний парк Коннемара (ірл. Páirc Naisiúnta Chonamara) — один із шести національних парків в Ірландії, якими керує Служба національних парків та дикої природи Департаменту культури, спадщини та гельтахту. Він розташований на заході Ірландії в межах графства Голвей.

## Історія
Національний парк Коннемара був заснований і відкритий для громадськості в 1980 році. Він має 2000 гектарів гір, боліт, вересу, пасовищ та лісів. Вхід розташований на Кліфденському боці Леттерфрака. У парку є багато залишків людського житла. Тут є кладовище 19 століття, а також 4000-літні мегалітичні подвірні могили. Велика частина землі колись була частиною маєтку абатства Кайлмор.

## Середовище

### Флора

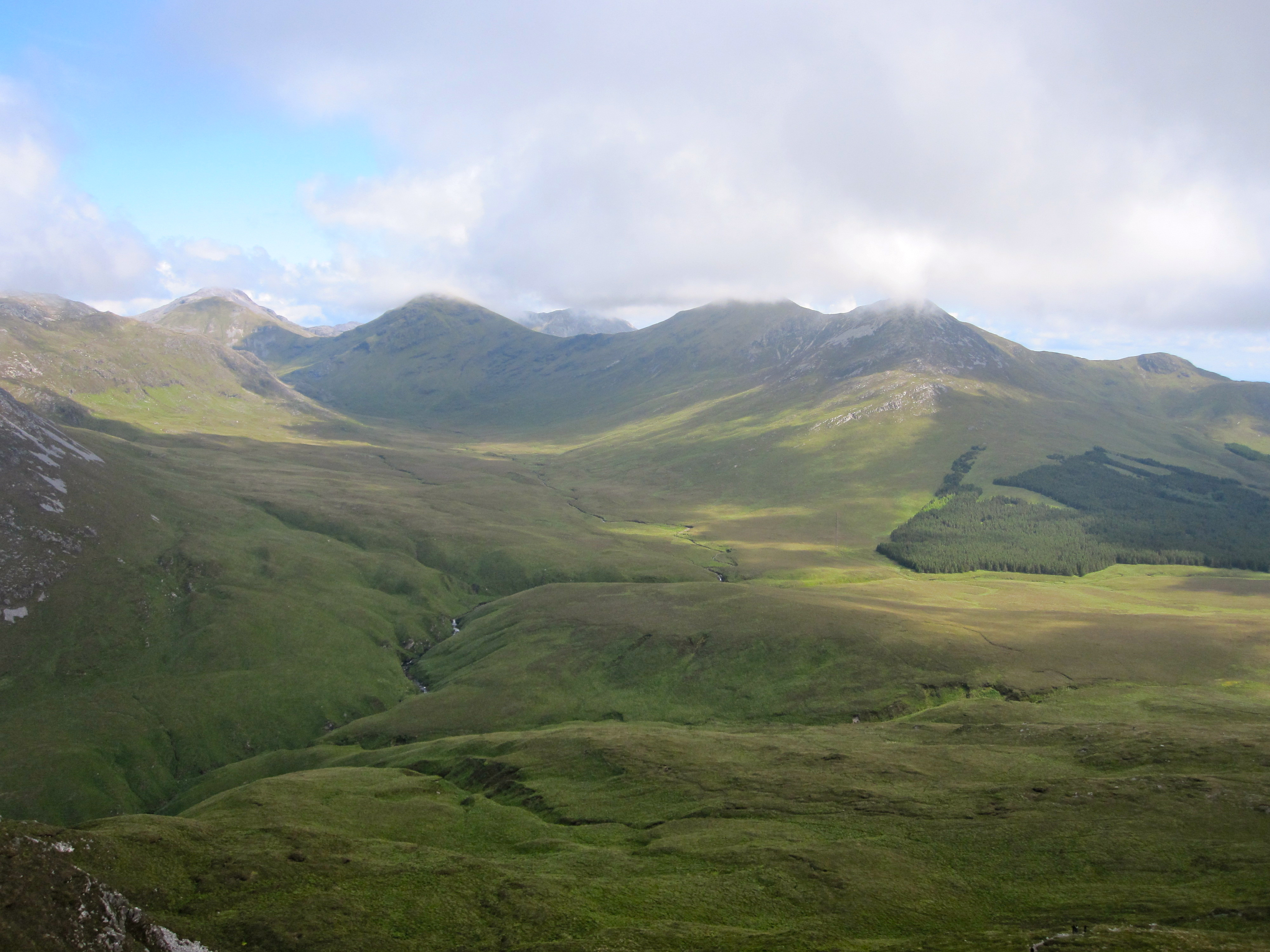
Вид із Даймонд-Гілл

Західне покривне болото та пустища — найпоширеніша рослинність Національного парку Коннемара. Торф'яні болота розташовані у вологому невисокому середовищі, тоді як покривне болото існує в сухій гірській атмосфері. Молінія голуба — це щедра рослина, яка створює барвисті пейзажі на всій сільській місцевості. Дикі рослини відіграють важливу роль в екосистемі парку, найпоширенішою є товстянка та росичка. Болота містять дуже мало поживних речовин, тому багато рослин отримують свою енергію в результаті перетравлення комах. Інші поширені рослини становлять шолудивник, пухівка вузьколиста, китятки, нартецій європейський, орхідеї та мірика звичайна з різноманітними лишайниками та мохами.

### Фауна
Національний парк Коннемара відомий різноманітністю життя птахів. Спільна пісня птахів включають щеврика лучного, жайворонка, трав'янки європейської, зяблика, вільшанки та волового очка. До корінних хижих птахів належать боривітер звичайний та яструб малий, рідше трапляються підсоколик малий та сапсан. Слуква, баранець звичайний, шпак звичайний, дрізд співочий, дрізд-омелюх, дрізд білобровий, чикотень та козел, мігрують до Коннемару в зимовий період.
Ссавців часто важко знайти, але тим не менше вони є. Польові миші поширені в лісових масивах, тоді як кролики, лисиці, свині, землерийки та кажани вночі часто спостерігаються в торф'яних болотах. Колись олені благородні кочували Коннемарою, але були вивезені з цього району приблизно 150 років тому. Була зроблена спроба повернути благородних оленів до Коннемари, і в парку було створено стадо. Нині найбільшим ссавцем парку є Коннемарський поні.